# Grand Prix moto du Japon 2018
Le Grand Prix moto du Japon 2018 est la 16e manche du championnat du monde de vitesse moto 2018. 
Cette 38e édition du Grand Prix moto du Japon se déroule du 19 au 21 octobre sur le circuit du Twin Ring Motegi.